# 16984 Вейллет
16984 Вейллет (16984 Veillet) — астероїд головного поясу, відкритий 15 січня 1999 року.
Тіссеранів параметр щодо Юпітера — 3,654.